# 18.ª edición de los Premios Óscar
La 18.ª edición de los Premios Óscar se celebró el 7 de marzo de 1946 en el Grauman's Chinese Theatre de Los Ángeles, California, y fue conducida por Bob Hope y James Stewart.
Esta fue la primera ceremonia tras la Segunda Guerra Mundial. Las estatuillas de yeso que se habían estado entregando durante los años de la guerra fueron reemplazadas por las estatuillas de bronce bañadas en oro originales. El drama Días sin huella del director Billy Wilder se llevó el mayor número de honores, convirtiéndose además en la primera película en la historia en ganar el Óscar a la mejor película y la Palma de Oro del Festival de Cannes.  
También es la primera edición en donde una secuela sería nominada al Óscar como Mejor película siendo Las campanas de Santa María   (secuela de Going My Way) en tener dicho honor, sin embargo, no ganó el premio y tendrían que pasar 29 años para que nuevamente una secuela estuviere nominada siendo esta vez sucedida por el El Padrino II quien ganaría el premio en  la categoría principal  en la 47.ª Ceremonia celebrada en 1974.
Joan Crawford no acudió a la ceremonia, alegando que sufría una neumonía (aunque se cree que no acudió porque estaba segura de que no ganaría el premio a la mejor actriz por Mildred Pierce). [cita requerida]

## Ganadores y nominados

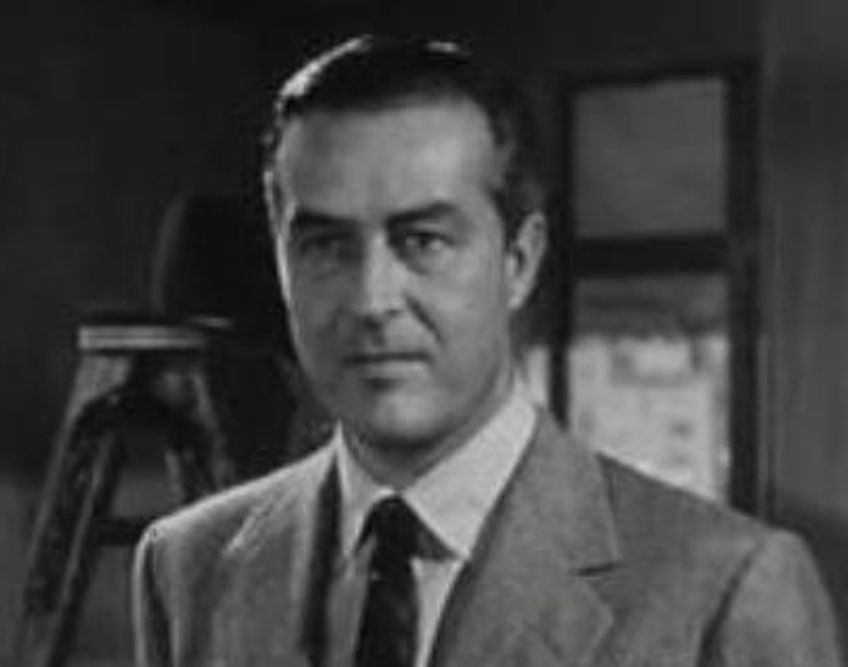
Ray Milland fue el ganador del Óscar al mejor actor por Días sin huella.

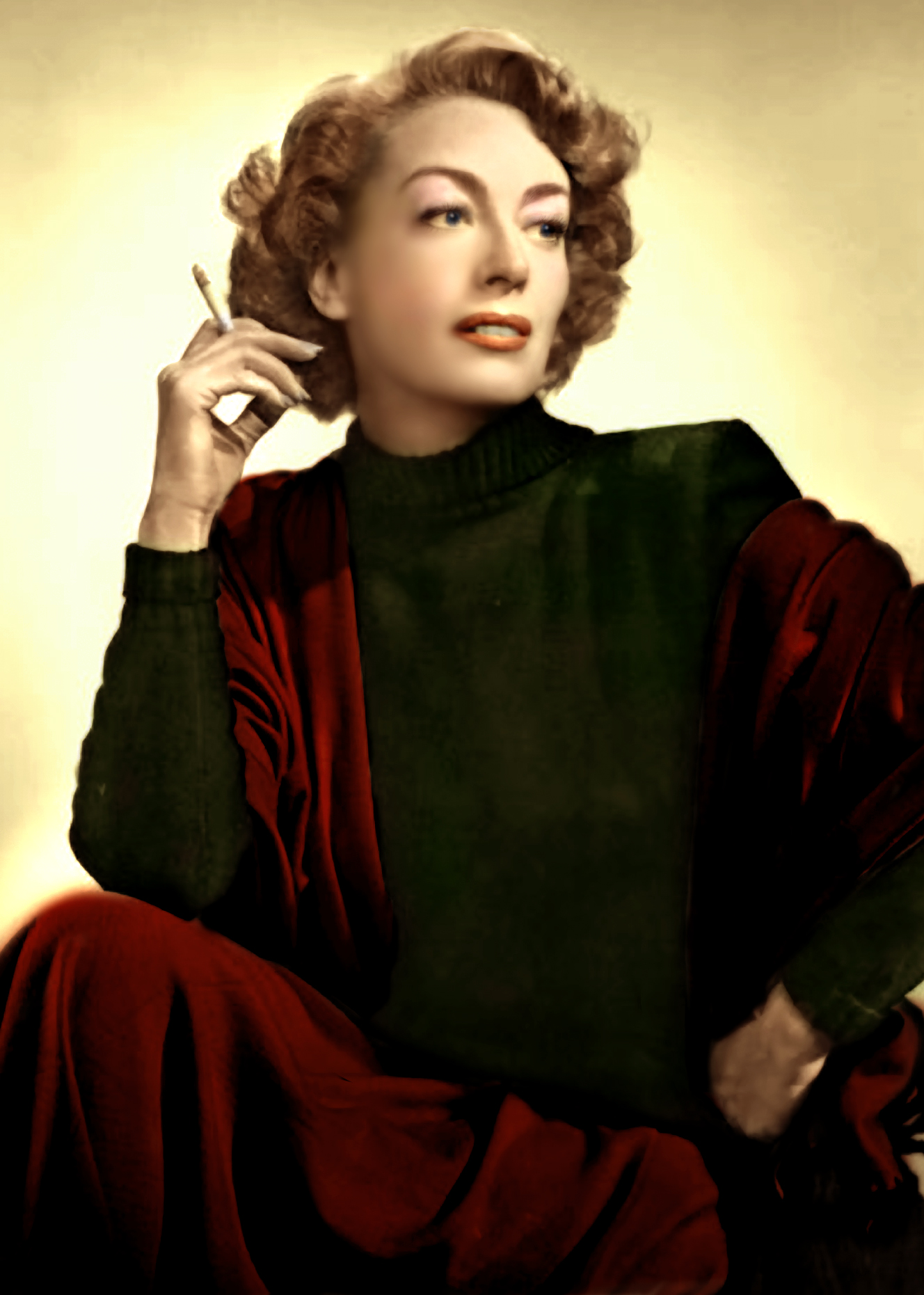
Joan Crawford fue la ganadora del Óscar a la mejor actriz por Mildred Pierce.

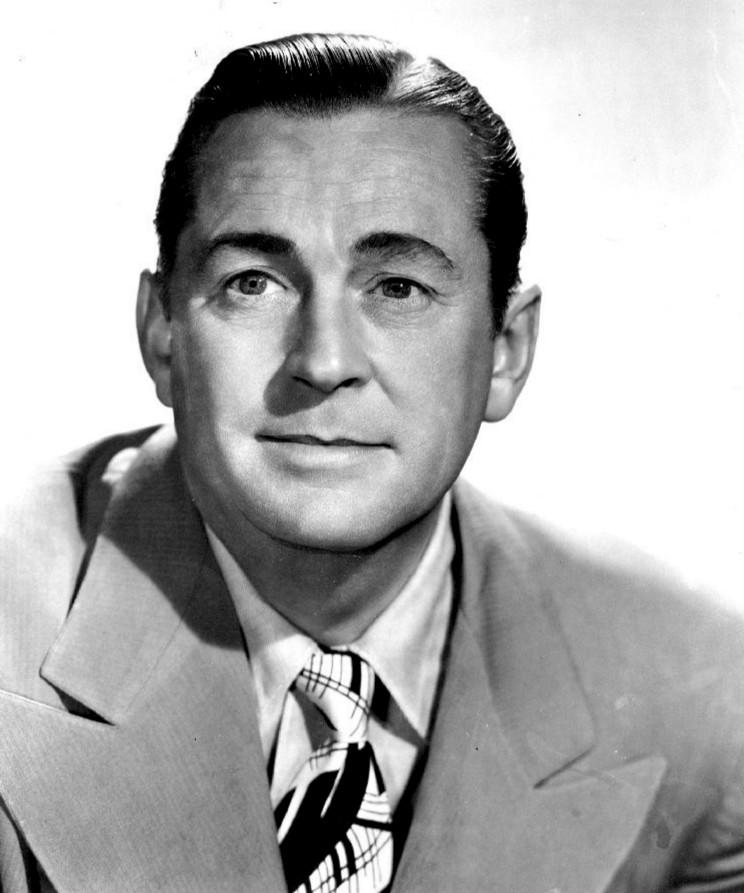
James Dunn fue el ganador del Óscar al mejor actor de reparto por A Tree Grows in Brooklyn.

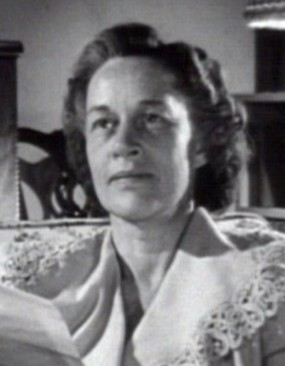
Anne Revere fue la ganadora del Óscar a la mejor actriz de reparto por Fuego de juventud.

Indica el ganador dentro de cada categoría.
| Mejor película Presentado por: Eric Johnston The Lost Weekend (Días sin huella) — Paramount Pictures - Anchors Aweigh (Levando anclas) — Metro-Goldwyn-Mayer - Bells of St. Mary's (Las campanas de Santa María) — RKO Radio Pictures - Mildred Pierce (Alma en suplicio) — Warner Bros. - Spellbound (Recuerda/Cuéntame tu vida) — United Artists | Mejor dirección Presentado por: William Wyler Billy Wilder - The Lost Weekend (Días sin huella) - Clarence Brown – National Velvet (Fuego de juventud) - Alfred Hitchcock – Spellbound (Recuerda/Cuéntame tu vida) - Leo McCarey – Bells of St. Mary's (Las campanas de Santa María) - Jean Renoir – The Southerner (El sureño) |
| Mejor actor Presentado por: Ingrid Bergman Ray Milland – The Lost Weekend (Días sin huella), como Don Birnam - Bing Crosby – Bells of St. Mary's (Las campanas de Santa María), como el Padre Chuck O'Malley - Gene Kelly – Anchors Aweigh (Levando anclas), como Joseph "Joe" Brady - Gregory Peck – The Keys of the Kingdom (Las llaves del Reino), como el Padre Francis Chisholm - Cornel Wilde – A Song to Remember (Canción inolvidable), como Frédéric Chopin | Mejor actriz Presentado por: Charles Boyer Joan Crawford – Mildred Pierce (Alma en suplicio), como Mildred Pierce Beragon - Ingrid Bergman – Bells of St. Mary's (Las campanas de Santa María), como la Hermana Mary Benedict - Greer Garson – The Valley of Decision (El valle del destino), como Mary Rafferty - Jennifer Jones – Love Letters (Cartas a mi amada), como Singleton/Victoria Morland - Gene Tierney – Leave Her to Heaven (Que el cielo la juzgue), como Ellen Berent Harland |
| Mejor actor de reparto Presentado por: Van Heflin James Dunn – A Tree Grows in Brooklyn (Lazos humanos), como Johnny Nolan - Mijaíl Chéjov – Spellbound (Recuerda/Cuéntame tu vida), como el Dr. Alexander "Alex" Brulov - John Dall – The Corn Is Green (El trigo está verde), como Morgan Evans - Robert Mitchum – The Story of G.I. Joe (También somos seres humanos), como Teniente/Capitán Bill Walker - J. Carrol Naish – A Medal for Benny (Donde nacen los héroes), como Charley Martin | Mejor actriz de reparto Presentado por: Van Heflin Anne Revere – National Velvet (Fuego de juventud), como la Sra. Araminty Brown - Eve Arden – Mildred Pierce (Alma en suplicio), como Ida Corwin - Ann Blyth – Mildred Pierce (Alma en suplicio), como Veda Pierce Forrester - Angela Lansbury – The Picture of Dorian Gray (El retrato de Dorian Gray), como Sibyl Vane - Joan Lorring – The Corn Is Green (El trigo está verde), como Bessie Watty |
| Mejor argumento Presentado por: Bette Davis The House on 92nd Street (La casa de la calle 92) – Charles G. Booth - The Affairs of Susan (Mis cuatro amores) – Laszlo Gorog y Thomas Monroe - A Medal for Benny (Donde nacen los héroes) – John Steinbeck y Jack Wagner - Objective Burma! (Objetivo Birmania) – Alvah Bessie - A Song to Remember (Canción inolvidable) – Ernst Marischka | Mejor guion original Presentado por: Bette Davis Marie-Louise (María Luisa) – Richard Schweizer - Dillinger – Philip Yordan - Music for Millions (Al compás del corazón) – Myles Connolly - Salty O'Rourke (Fuera de la ley) – Milton Holmes - What Next, Corporal Hargrove? – Harry Kurnitz |
| Mejor guion Presentado por: Bette Davis The Lost Weekend (Días sin huella) – Charles Brackett y Billy Wilder; basado en la novela del mismo nombre de Charles R. Jackson - Mildred Pierce (Alma en suplicio) – Ranald MacDougall; basado en la novela de James M. Cain - Pride of the Marines (El orgullo de los marines) – Albert Maltz; basado en la obra Al Schmid, Marine de Roger Butterfield - A Tree Grows in Brooklyn (Lazos humanos) – Frank Davis y Tess Slesinger (nominación póstuma); a partir de la novela homónima de Betty Smith - The Story of G.I. Joe (También somos seres humanos) – Leopold Atlas, Guy Endore y Philip Stevenson; a partir de las novelas Brave Men y Here Is Your War de Ernie Pyle | Mejor cortometraje animado Presentado por: Y. Frank Freeman Quiet Please! -Fred Quimby - Donald's Crime - Jasper and the Beanstalk - Life with Feathers – Edward Selzer - Mighty Mouse in Gypsy Life - The Poet and Peasant - Rippling Romance |
| Mejor cortometraje - Un rollo Presentado por: Y. Frank Freeman Stairway to Light – Herbert Moulton y Jerry Bresler - Along the Rainbow Trail – Edmund Reek - Screen Snapshots' 25th Anniversary – Ralph Staub - Story of a Dog – Gordon Hollingshead - White Rhapsody – Grantland Rice - Your National Gallery – Joseph O'Brien (nominación póstuma) y Thomas Mead | Mejor cortometraje - Dos rollos Presentado por: Y. Frank Freeman Star in the Night – Gordon Hollingshead - A Gun in His Hand – Chester Franklin - The Jury Goes Round 'N' Round – Jules White - The Little Witch – George Templeton |
| Mejor documental The True Glory - The Last Bomb | Mejor documental corto Hitler Lives - Library of Congress - To the Shores of Iwo Jima |
| Mejor banda sonora de una película dramática o comedia Spellbound (Recuerda/Cuéntame tu vida) – Miklós Rózsa - Bells of St. Mary's (Las campanas de Santa María) – Robert Emmet Dolan - Brewster's Millions (Mi novio está loco) – Lou Forbes - Captain Kidd (El capitán Kidd) – Werner Janssen - The Woman in the Window (La mujer del cuadro) – Hugo Friedhofer y Arthur Lange - The Valley of Decision (El valle del destino) – Herbert Stothart - This Love of Ours (Como te quise te quiero) – H. J. Salter - A Song to Remember (Canción inolvidable) – Miklós Rózsa y Morris Stoloff - Paris Underground (...Y amaneció) – Alexander Tansman - Objective Burma! (Objetivo Birmania) – Franz Waxman - The Man Who Walked Alone – Karl Hajos - Love Letters (Cartas a mi amada) – Victor Young - The Lost Weekend (Días sin huella) – Miklós Rózsa - The Keys of the Kingdom (Las llaves del Reino) – Alfred Newman - Guest Wife (Lo que desea toda mujer) – Daniele Amfitheatrof - Guest in the House (Semilla de odio) – Werner Janssen - The Story of G.I. Joe (También somos seres humanos) – Louis Applebaum y Ann Ronell - G. I. Honeymoon – Edward J. Kay - Flame of Barbary Coast (Algún día volveré) – Dale Butts y Morton Scott - The Enchanted Cottage (Su milagro de amor) – Roy Webb - The Southerner (El sureño) – Werner Janssen | Mejor orquestación de una película musical Anchors Aweigh (Levando anclas) – George Stoll - Belle of the Yukon (La bella del Yukon) – Arthur Lange - Hitchike to Happiness – Morton Scott - Incendiary Blonde (La rubia de los cabellos de fuego) – Robert Emmett Dolan - Can't Help Singing (Feliz y enamorada) – Jerome David Kern (nominación póstuma) y H. J. Salter - Wonder Man (Un hombre fenómeno) – Lou Forbes y Ray Heindorf - Why Girls Leave Home – Walter Greene - Tonight and Every Night (Esta noche y todas las noches) – Martin Skiles y Morris Stoloff - The Three Caballeros (Los tres caballeros) – Edward Plumb, Paul J. Smith y Charles Wolcott - Sunbonnet Sue – Edward Kay - State Fair – Charles Henderson y Alfred Newman - Rhapsody in Blue (Rapsodia en azul) – Max Steiner y Ray Hemdorff |
| Mejor canción original «It Might As Well Be Spring» de State Fair – Música: Richard Rodgers; Letra: Oscar Hammerstein II - «Ac-Cent-Tchu-Ate the Positive» de Here Comes the Waves – Música: Harold Arlen; Letra: Johnny Mercer - «Anywhere» de Tonight and Every Night (Esta noche y todas las noches) – Música: Jule Styne; Letra: Sammy Cahn - «Aren't You Glad You're You» de Bells of St. Mary's (Las campanas de Santa María) – Música: James Van Heusen; Letra: Johnny Burke - «Cat and Canary» de Why Girls Leave Home – Música: Jay Livingston; Letra: Ray Evans - «Endlessly» de Earl Carroll Vanities (La pícara princesa) – Música: Walter Kent; Letra: Kim Gannon - «I Fall in Love Too Easily» de Anchors Aweigh (Levando anclas) – Música: Jule Styne; Letra: Sammy Cahn - «I'll Buy That Dream» de Sing Your Way Home (El código del amor) – Música: Allie Wrubel; Letra: Herb Magidson - «Linda» de The Story of G.I. Joe (También somos seres humanos) – Letra y música de Ann Ronell - «Love Letters» de Love Letters (Cartas a mi amada) – Música: Victor Young; Letra: Eddie Heyman - «More and More» de Can't Help Singing (Feliz y enamorada) – Música: Jerome David Kern (nominación póstuma); Letra: E. Y. Harburg - «Sleighride in July» de Belle of the Yukon (La bella del Yukon) – Música: James Van Heusen; Letra: Johnny Burke - «So in Love» de Wonder Man (Un hombre fenómeno) – Música: David Rose; Letra: Leo Robin - «Some Sunday Morning» de San Antonio – Música: Ray Heindorf y M. K. Jerome; Letra: Ted Koehler | Mejor sonido Presentado por: Frank Capra Bells of St. Mary's (Las campanas de Santa María) – Stephen Dunn - Flame of Barbary Coast (Algún día volveré) – Daniel J. Bloomberg - Lady on a Train (La dama del tren) – Bernard B. Brown - Leave Her to Heaven (Que el cielo la juzgue) – Thomas T. Moulton - Rhapsody in Blue (Rapsodia en azul) – Nathan Levinson - A Song to Remember (Canción inolvidable) – John P. Livadary - The Southerner (El sureño) – Jack Whitney - They Were Expendable (No eran imprescindibles) – Douglas Shearer - The Three Caballeros (Los tres caballeros) – C. O. Slyfield - Three Is a Family – W. V. Wolfe - The Unseen (Misterio en la noche) – Loren L. Ryder - Wonder Man (Un hombre fenómeno) – Gordon Sawyer                                                                    |
| Mejor fotografía - Blanco y negro Presentado por: D. W. Griffith The Picture of Dorian Gray (El retrato de Dorian Gray) – Harry Stradling - The Keys of the Kingdom (Las llaves del Reino) – Arthur C. Miller - The Lost Weekend (Días sin huella) – John F. Seitz - Mildred Pierce (Alma en suplicio) – Ernest Haller - Spellbound (Recuerda/Cuéntame tu vida) – George Barnes | Mejor fotografía - Color Presentado por: D. W. Griffith Leave Her to Heaven (Que el cielo la juzgue) – Leon Shamroy - Anchors Aweigh (Levando anclas) – Robert Planck y Charles Boyle - National Velvet (Fuego de juventud) – Leonard Smith - A Song to Remember (Canción inolvidable) – Tony Gaudio y Allen M. Davey - The Spanish Main (Los piratas del mar Caribe) – George Barnes |
| Mejor dirección de arte - Blanco y negro Presentado por: Ginger Rogers Blood on the Sun (Sangre sobre el sol) – Dirección de arte: Wiard Ihnen; Decorados: A. Roland Fields - Experiment Perilous (Noche en el alma) – Dirección de arte: Albert S. D'Agostino y Jack Okey; Decorados: Darrell Silvera y Claude Carpenter - The Keys of the Kingdom (Las llaves del Reino) – Dirección de arte: James Basevi y William S. Darling; Decorados: Thomas Little y Frank E. Hughes - Love Letters (Cartas a mi amada) – Dirección de arte: Hans Dreier y Roland Anderson; Decorados: Samuel M. Comer y Ray Moyer - The Picture of Dorian Gray (El retrato de Dorian Gray) – Dirección de arte: Cedric Gibbons y Hans Peters; Decorados: Edwin B. Willis, John Bonar y Hugh Hunt | Mejor dirección de arte - Color Presentado por: Ginger Rogers Frenchman's Creek (El pirata y la dama) – Dirección de arte: Hans Dreier y Ernst Fegté; Decorados: Samuel M. Comer - Leave Her to Heaven (Que el cielo la juzgue) – Dirección de arte: Lyle Wheeler y Maurice Ransford; Decorados: Thomas Little - National Velvet (Fuego de juventud) – Dirección de arte: Cedric Gibbons y Urie McCleary; Decorados: Edwin B. Willis y Mildred Griffiths - A Thousand and One Nights (Aladino y la lámpara maravillosa) – Dirección de arte: Stephen Goosson y Rudolph Sternad; Decorados: Frank Tuttle - San Antonio – Dirección de arte: Ted Smith; Decorados: Jack McConaghy |
| Mejor montaje Presentado por: Frank Capra National Velvet (Fuego de juventud) – Robert J. Kern - Bells of St. Mary's (Las campanas de Santa María) – Harry Marker - The Lost Weekend (Días sin huella) – Diane Harrison - Objective Burma! (Objetivo Birmania) – George Amy - A Song to Remember (Canción inolvidable) – Charles Nelson | Mejores efectos especiales Presentado por: Frank Capra Wonder Man (Un hombre fenómeno) – Efectos visuales: John P. Fulton; Efectos sonoros: Arthur Johns - Captain Eddie (El capitán Eddie) – Efectos visuales: Fred Sersen y Sol Halprin; Efectos sonoros: Roger Heman Sr. y Harry M. Leonard - Spellbound (Recuerda/Cuéntame tu vida) – Efectos visuales y sonoros: Jack Cosgrove - They Were Expendable (No eran imprescindibles) – Efectos visuales: A. Arnold Gillespie, Donald Jahraus y R. A. MacDonald; Efectos sonoros: Michael Steinore - A Thousand and One Nights (Aladino y la lámpara maravillosa) – Efectos visuales: Lawrence W. Butler; Efectos sonoros: Ray Bomba |

### Óscar honorífico
- Walter Wanger, por su trabajo durante los seis años al frente de la presidencia de la Academia de Ciencias y Artes Cinematográficas de Hollywood.
- El cortometraje "The House I Live In", de Mervyn LeRoy
- Republic Pictures, Daniel J. Bloomberg y el departamento de Sonido de Republic Pictures, por sus avances en el terreno del sonido.

## Premios y nominaciones múltiples
| Película                                                     | Nominaciones | Premios |
| ------------------------------------------------------------ | ------------ | ------- |
| The Lost Weekend (Días sin huella)                           | 7            | 4       |
| National Velvet (Fuego de juventud)                          | 5            | 2       |
| Bells of St. Mary's (Las campanas de Santa María)            | 8            | 1       |
| Mildred Pierce (Alma en suplicio)                            | 6            | 1       |
| Spellbound (Recuerda/Cuéntame tu vida)                       | 6            | 1       |
| Anchors Aweigh (Levando anclas)                              | 5            | 1       |
| Leave Her to Heaven (Que el cielo la juzgue)                 | 4            | 1       |
| Wonder Man (Un hombre fenómeno)                              | 4            | 1       |
| The Picture of Dorian Gray (El retrato de Dorian Gray)       | 3            | 1       |
| A Tree Grows in Brooklyn (Lazos humanos)                     | 2            | 1       |
| State Fair                                                   | 2            | 1       |
| The House on 92nd Street (La casa de la calle 92)            | 1            | 1       |
| Marie-Louise (María Luisa)                                   | 1            | 1       |
| Frenchman's Creek (El pirata y la dama)                      | 1            | 1       |
| Blood on the Sun (Sangre sobre el sol)                       | 1            | 1       |
| A Song to Remember (Canción inolvidable)                     | 6            | 0       |
| Love Letters (Cartas a mi amada)                             | 4            | 0       |
| The Keys of the Kingdom (Las llaves del Reino)               | 4            | 0       |
| The Story of G.I. Joe (También somos seres humanos)          | 4            | 0       |
| Objective Burma! (Objetivo Birmania)                         | 3            | 0       |
| The Southerner (El sureño)                                   | 3            | 0       |
| A Thousand and One Nights (Aladino y la lámpara maravillosa) | 2            | 0       |
| Flame of Barbary Coast (Algún día volveré)                   | 2            | 0       |
| Belle of the Yukon (La bella del Yukon)                      | 2            | 0       |
| A Medal for Benny (Donde nacen los héroes)                   | 2            | 0       |
| Tonight and Every Night (Esta noche y todas las noches)      | 2            | 0       |
| Can't Help Singing (Feliz y enamorada)                       | 2            | 0       |
| They Were Expendable (No eran imprescindibles)               | 2            | 0       |
| Rhapsody in Blue (Rapsodia en azul)                          | 2            | 0       |
| San Antonio                                                  | 2            | 0       |
| The Three Caballeros (Los tres caballeros)                   | 2            | 0       |
| The Corn Is Green (El trigo está verde)                      | 2            | 0       |
| The Valley of Decision (El valle del destino)                | 2            | 0       |
| Why Girls Leave Home                                         | 2            | 0       |